# 女心と秋の空
「女心と秋の空」は、2006年8月23日に発売された八代亜紀の92枚目のシングルである。

## 解説
所ジョージの冠番組『所萬遊記』にゲスト出演した縁による所ジョージの書き下ろし作品。

## 収録曲
全作詞・作曲：所ジョージ／編曲：石倉重信
1. 女心と秋の空（4:05）[1]
2. お酒を飲んで…（3:32）[1]
3. 女心と秋の空（カラオケ）（4:05）[1]
4. お酒を飲んで…（カラオケ）（3:32）[1]
5. 女心と秋の空（半音下げカラオケ）（4:03）[1]